# Tactics (Brettspiel)
Tactics (englisch für Taktik) ist ein taktisches Brettspiel, das 1954 von Charles S. Roberts publiziert wurde. Das Spiel gilt gemeinhin als das erste weltweit erfolgreiche Konfliktsimulationsspiel.

## Entstehung
Tactics wurde in den frühen 1950er Jahren vom amerikanischen Kadetten der Nationalgarde Charles S. Roberts zum Trainieren von taktischen Fähigkeiten als Alternative zu den klassischen und aufwändigen militärischen Simulationen und Sandkastenspielen entwickelt. Der große Erfolg des Spiels bei seinen Kameraden veranlasste ihn, seine Entwicklung 1954 als Brettspiel durch den kleinen Verlag Stackpole Company drucken zu lassen und unter der Marke Avalon Hill Game Company zu vertreiben. In den Folgejahren verkaufte sich das Spiel so gut, dass Roberts das Spielprinzip verfeinerte und 1958 zusammen mit weiteren Spielen die leicht modifizierte Version Tactics II durch den neu von ihm gegründeten Spiele-Verlag Avalon Hill auf den Markt brachte.
Tactics II wurde von 1958 bis 1998 in fast unveränderter Form produziert und weltweit vertrieben. Außer für den portugiesischen Sprachraum, wo das Spiel durch den brasilianischen Hersteller Grow Jogos e Brinquedos vertrieben wurde, gab es zum amerikanischen Originalspiel gegen einen geringen Aufpreis Spielanleitungen in verschiedenen Sprachen, so auch auf Deutsch. Im Jahre 1983 erschien das originale Tactics noch einmal als Jubiläumsausgabe für Sammler. Mit der Übernahme von Avalon Hill durch Hasbro im Jahre 1998 wurde die Produktion eingestellt.

## Spielablauf

Spielsituation in Tactics.

Ziel des Spiels ist es, auf einem Spielplan, der eine Insel mit zwei Ländern darstellt, alle Städte im feindlichen Territorium zu erobern und mindestens eine Runde lang zu besetzen oder die gegnerische Armee vollständig zu vernichten. Dazu erhalten beide Spieler zu Beginn des Spiels jeweils eine größere Anzahl von Pappkärtchen, die sogenannten Counter, die militärische Einheiten repräsentieren. Die Counter können in Spielzügen und nach festen Regeln über das Spielbrett gezogen werden und zum Ende jedes Zuges direkt benachbarte feindliche Einheiten bekämpfen.
Kämpfe werden mit Hilfe eines Würfels und einer Ergebnistabelle für Gefechte durchgeführt. Dabei spielt das Würfelglück nur eine untergeordnete Rolle, viel mehr hängen die in der Tabelle genannten Ergebnisse von der Stellung und der zahlenmäßigen Über- oder Unterlegenheit der sich bekämpfenden Einheiten ab. Folgen eines Gefechts können erzwungene Rückzüge oder die Vernichtung von einer oder mehreren Einheiten sein.

## Spielehistorische Bedeutung
Tactics gilt als Meilenstein in der Entwicklung der Brettspiele, weil es erstmals einem breiten Publikum eine komplexe militärische Simulation zugänglich machte. Es hat aber auch mehrere innovative Spiel-Mechanismen eingeführt, die noch bis heute wiederverwendet werden. Hierzu zählen vor allem die realitätsnahen und wenig vom Glück abhängigen Ergebnistabellen, die das Spiel weitgehend zu einer taktischen Herausforderung und nicht zu einem Glücksspiel machen. Es hat aber auch erstmals die Möglichkeit der flexiblen Zusammenfügung verschiedener militärischer Eigenschaften mittels Counter genutzt. Diese Elemente stellen bis heute das Grundprinzip für die meisten militärischen Strategiespiele dar.
Tactics löste vor allem in den Vereinigten Staaten von Amerika in der zweiten Hälfte des 20. Jahrhunderts einen Boom für militärische Simulationsspiele aus, der in wechselnder Intensität noch bis heute anhält. Dabei haben allerdings mittlerweile die Computer-Strategiespiele die Brettspiele in ihrer Popularität deutlich abgelöst.